# Jesper Christensen
Jesper Christensen (Copenhague, 16 de maio de 1948) é um ator dinamarquês. Um veterano do cinema europeu, mais recentemente vem atuando em filmes de língua inglesa, como The Interpreter e Revelations. Atuou também como o misterioso vilão Mr. White em três filmes da franquia de James Bond, Casino Royale,  Quantum of Solace e 007 - Contra Spectre.
Em seu país natal, Christensen venceu quatro Bodil Awards, três como Melhor Ator (Hør, var der ikke en som lo?, Bænken, e Drabet) e um como Melhor Ator Coadjuvante (Barbara).
Em 2006 Jesper Christensen se recusou a receber a Cruz de Cavaleiro da Ordem do Dannebrog. Afirmou que achava que toda a ideia de monarquia é um crime contra os membros da família real, e não se encaixa com as ideias modernas.

## Filmografia
- Strømer (1976)
- Pas på ryggen, professor (1977)
- Hærværk (1977)
- Vinterbørn (1978)
- Hør, var der ikke en som lo? (1978)
- Vil du se min smukke navle? (1978)
- Hvem myrder hvem? (1978)
- Charly & Steffen (1979)
- Trællenes oprør (1979)
- Trællenes børn (1980)
- Verden er fuld af børn (1980)
- Undskyld vi er her (1980)
- Har du set Alice ? (1981)
- Forræderne (1983)
- Nana (tv-serie) (1987)
- Hip Hip Hurra (1987)
- Skyggen af Emma (1988)
- Retfærdighedens rytter (1989)
- Dagens Donna (1990)
- Sofie (1992)
- Den russiske sangerinde (1993)
- Min fynske barndom (1994)
- Hamsun (1996)
- Tøsepiger (1996)
- Balladen om Holger Danske (1996)
- Sekten (1997)
- Barbara (1997)
- Albert (1998)
- I Kina spiser de hunde (1999)
- Bænken (2000)
- Anna (2000)
- Italiensk for begyndere (2000)
- At klappe med een hånd (2001)
- Grev Axel (2001)
- Okay (2002)
- Små ulykker (2002)
- Arven (2003)
- Møgunger (2003)
- Nissernes Ø (2003)
- The Interpreter (2005)
- Manslaughter (2005)
- Casino Royale (2006)
- Flame & Citron (2008)
- Everlasting Moments (2008)
- Quantum of Solace (2008)
- The Young Victoria (2009)
- A Family (2010)
- The Debt (2011)
- Melancholia (2011)
- The Last Sentence (2012)
- Spectre (2015)